# Stanislas Grassian
Stanislas Grassian est un acteur, metteur en scène, réalisateur et scénariste français, né le 24 janvier 1974 à La Celle Saint Cloud. Il est principalement connu pour son interprétation du personnage de Dario Lombardi dans la web-série à succès Le Visiteur du futur de François Descraques.

## Biographie

### Théâtre
Stanislas Grassian se forme à l'École Internationale de Mimodrame Marcel Marceau dans les cours du Théâtre des Embruns. Il travaille plusieurs années avec le Théâtre en Partance en Normandie[réf. souhaitée], pour lesquels il joue dans une quinzaine de pièces et interprète notamment plusieurs rôles principaux dont Sganarelle dans Dom Juan de Molière ou dans Fernando Pessoa dans Lisbon Revisited[réf. souhaitée]. Il met en scène Les Falaises[réf. souhaitée], la première pièce de Stéphane Jaubertie, au Théâtre de l'Épée de Bois à La Cartoucherie. Il se fait ensuite remarquer[réf. nécessaire] par des mises en scène de pièces contemporaines dont il est souvent adaptateur, en particulier Mystère Pessoa (créé au Théâtre Le Lucernaire, ainsi que Le Songe de l'oncle de Dostoievski (créé au Théâtre de L'Épée de Bois).
Il met en scène une quinzaine de pièces[réf. souhaitée] contemporaines et classiques, dont Résistantes de Franck Monsigny, jouée au Festival Off d’Avignon 2016 et 2017; Milarepa d’Eric-Emmanuel Schmitt ou encore Moi, Caravage de Dominique Fernandez.
Depuis 2006, il est pédagogue et enseigne le théâtre corporel à l’École de Comédie Musicale Rick Odums. De 2007 à 2010, il est co-créateur du Festival Un Automne à Tisser au Théâtre de l’Épée de bois.

### Audiovisuel
En parallèle au théâtre, Stanislas Grassian participe dans des projets à la télévisions. On[Qui ?] peut le retrouver dans divers rôles secondaires sur TF1, France 2 ou encore Arte[réf. souhaitée].
Mais Stanislas Grassian s'est surtout fait connaître sur le web en 2011, en interprétant l'antagoniste Dario Lombardi dans la web-série à succès Le Visiteur du Futur. Il tiendra son rôle dans les saisons suivantes jusqu'à la fin de la série en 2014.
Il a également joué dans d'autres projets Frenchnerd tel que Le Guichet, ou encore dans des vidéos du Golden Moustache avec le groupe Suricate.
Stanislas Grassian est également réalisateur et scénariste. Deux de ses scénarios Quadras et Les Chiards ont remporté des prix dans des festivals, respectivement en 2016 et 2018.
En 2020, avec Khourban Cassam Chenaï, il lance la chaîne YouTube Sacs à potes.

## Théâtre

### Metteur en scène
- 2005 : Fernando Pessoa, mort d’un hétéronyme, CDN d'Arcueil, Théâtre de l'Épée de Bois[4]
- 2007 : Les Falaises de Stéphane Jaubertie, Théâtre de l’Épée de Bois[5]
- 2007 : Le Songe de l’Oncle de Fédor Dostoïevski, Théâtre de l’Épée de Bois[6]
- 2008 : ..alias le bonheur de Ludovic Longelin, Théâtre de l’Épée de Bois[7]
- 2009 : Le Songe de l’Oncle de Fédor Dostoïevski, Théâtre de l’Épée de Bois[8]
- 2009 : Carnet d’enfance de Jacques Courtès, Théâtre de l’Épée de Bois[9]
- 2010 : Moi, Caravage de Dominique Fernandez, Théâtre Le Lucernaire, Théâtre des Mathurins, Théâtre de la Gaîté Montparnasse, Festival Off d'Avignon[10]
- 2010 : L'Age des comptoirs de Jacques Courtès, Théâtre de l’Épée de Bois[11]
- 2011 : Mystère Pessoa, mort d’un hétéronyme de Fernando Pessoa, Festival Off d'Avignon, Théâtre Le Lucernaire[12],[13]
- 2015 : Milarepa, de Éric-Emmanuel Schmitt, Festival Off d'Avignon[14],[15]
- 2016 : Les Muses de Claire Couture et Mathilde Le Quellec, Festival Off d'Avignon[16],[17]
- 2017 : Résistantes de Franck Monsigny, Festival Off d'Avignon[18],[19]

### Comédien
- 2000 : Britannicus de Jean Racine, mise en scène Bernard Pizanni : Britannicus
- 2001 : Un homme exemplaire de Carlo Goldoni, mise en scène Jean-Claude Penchenat : Talliacarne, le gondolier, la servante
- 2002 : Les hommes de rien de Eudes Labrusse, mise en scène Dominique Verrier : André, le frère de Jules Bonno
- 2003 : Fernando Pessoa, mort d’un hétéronyme, mise en scène Stanislas Grassian : Cairo
- 2008 : Les Falaises de Stéphane Jaubertie, mise en scène Stanislas Grassian : Sam
- 2007 : Le Songe de l’oncle de Dostojevski, mise en scène Stanislas Grassian : Vassia
- 2008 : ...alias le bonheur de Ludovic Longelin, mise en scène Stanislas Grassian : Valentino
- 2011 : Mystère Pessoa, mort d’un hétéronyme, mise en scène Stanislas Grassian : Fernando Pessoa

## Filmographie

### Acteur

#### Cinéma
- 2010 : Ici-bas de Jean-Pierre Denis : le Chef de la milice

#### Télévision
- 2005 : Éliane de Caroline Huppert : l'inspecteur
- 2005 : Rose et Val de Didier Le Pêcheur : Xavier
- 2006 : Le Clan Pasquier de Jean-Daniel Verhaeghe : le jeune chercheur
- 2007 : Les Innocents de Denis Malleval : le voiturier
- 2007 : Une histoire à ma fille de Chantal Picault
- 2008 : Un long chemin de Jean-Daniel Verhaeghe
- 2009 : L'Assassinat d'Henri IV de Jacques Malaterre : l’éphèbe
- 2009 : L'énergumène de Jean-Loïc Portron, Arte : l'évêque Henri de Gondi
- 2010-2014 : Le Visiteur du Futur (Saison 2, 3 et 4) de François Descraques : Dario Lombardi
- 2011-2012 : Le Guichet, de Slimane-Baptiste Berhoun : le geek, homme d’affaires
- 2013 : X-Odus de Romain Rogier : Monsieur Prost
- 2013-2014 : Sketchs sur Golden Moustache de Raphaël Descraques

### Scénariste

#### Séries télévisées
- 2016 : Quadras de Khourban Cassam-Chenaï
- 2016 : Sérieux ?! de Stanislas Grassian et Khourban Cassam-Chenaï
- 2018 : Les Chiards de Stanislas Grassian

### Réalisateur

#### Séries télévisées
- 2016 : Sérieux ?![20]
- 2018 : Les Chiards

## Distinction
- 2011 : Prix au Festival Off d'Avignon 2011 pour Mystère Pessoa, mort d’un hétéronyme
- 2016 : Sélection au Festival Serie Séries pour le scénario Quadras
- 2018 : Auteur sélectionné à la résidence d'écriture et à la session de pitchs au Marseille Web Fest 2018 pour Les Chiards[réf. nécessaire]